# Massimo Rinaldi (dirigente sportivo)
Massimo Rinaldi (Bormio, 30 agosto 1965) è un allenatore di sci alpino e dirigente sportivo italiano.
Dal 2022 presiede alle relazioni della FISI con le federazioni internazionali, come FIS, IBU e FIL, nel ruolo di Head of International Relationships.
È inoltre chairman dell'Executive Board dello sci alpino presso la FIS.

## Biografia
È nato a Bormio in Valtellina. La sua abitazione è nel reparto di Combo ai piedi della Pista Stelvio.
Ha svolto la carriera agonistica nello Sci Club Bormio senza conseguire successi internazionali. Negli anni novanta ha conseguito il diploma di maestro di sci. Aldo Anzi e Oreste Peccedi, all'epoca presidente e direttore tecnico dello Sci Club Bormio lo spinsero a partecipare al corso di formazione per allenatori di sci alpino della scuola tecnici federali.
Terminata la formazione, ha iniziato ad allenare i giovani sciatori della categoria cuccioli. In seguito, dal 1992 al 1995 ha allenato la squadra regionale del comitato Alpi Centrali.
Nel 1997 Flavio Roda lo ha promosso alla nella squadra nazionale di coppa del mondo di gigante femminile, prima, e di discesa libera femminile, poi.
Nel 2005 in occasione dei Campionati mondiali di sci alpino di Bormio e Santa Caterina ha assunto l'incarico di responsabile dell'intera “logistica” delle squadre di coppa del mondo, su proposta di Tino Pietrogiovanna.
Il 30 aprile 2014 è diventato direttore sportivo della Federazione italiana sport invernali (FISI), con competenze di managment e dirigenziale a carattere tecnico-agonistico, organizzativo, gestionale, controllo del budget, formativo e nei rapporti con media e sponsor.
Negli anni della sua gestione la federazione sportiva ha visto un cospicuo miglioramento dei risultati sportivi della squadra nazionale, che sotto la sua direzione ha raccolto una Coppa del Mondo generale (Federica Brignone 2020) e 7 coppe di specialità (Peter Fill, discesa libera 2016, 2017 e combinata 2018; Sofia Goggia discesa libera 2018; Dominik Paris, supergigante 2019; Federica Brignone, slalom gigante e combinata 2020).
Il 19 dicembre 2018 il CONI gli ha conferito la Palma d'oro al merito tecnico.